# Athanasios Chalkeopoulos
Athanasios Chalkeopoulos (mittelgriechisch ᾿Αθανάσιος Χαλκεόπουλος; † 4. November 1497) war ein griechischer Mönch, Humanist und Übersetzer.

## Leben
Er stammte aus einer in Konstantinopel ansässigen Familie. Der Name seines Vaters Philippos ist bekannt, Zeitpunkt und Ort seiner Geburt dagegen nicht. Chalkeopoulos gehörte zu den griechischen Geistlichen, die wie der spätere Kardinal Bessarion sich in Italien unter dem Dach der Römischen Kirche einrichteten.
Auf dem Athos wurde er Mönch im Kloster Vatopedi. Wahrscheinlich als Begleiter seines Hegumenos Dorotheos kam er 1439 zum Unionskonzil von Florenz, kehrte aber nach dem Abschluss der Kirchenversammlung nicht mehr nach Griechenland zurück. Zunächst Kaplan Bessarions, wohl auch Kopist (1446–1447 fertigte er eine Abschrift der Nikomachischen Ethik des Aristoteles an), wurde Chalkeopoulos am 3. April 1448 von Nikolaus V. zum Archimandriten von Santa Maria del Patir bei Rossano ernannt, residierte jedoch weiterhin in Rom. Er übersetzte griechische Texte ins Lateinische. 1457 wurde er gemeinsam mit dem Archimandriten Makarios von San Bartolomeo di Trigona mit der Visitation von 78 griechischen Klöstern in Kalabrien und Kampanien beauftragt. Die Visitation, die in den Kontext der Reformen des Kardinals Bessarion gehört, dauerte vom 1. Oktober 1457 bis zum 5. April 1458, die Protokolle folgen einem festen Schema: Beschreibung des Klosters, dessen Lage, äußerer Zustand, Zahl der Mönche; Befragung des Abtes; Erstellung eines Inventars, darunter Urkunden und Handschriften; Befragung von Zeugen; Anweisungen an den Abt und schließlich das Enddatum der Visitation. Der Grundbesitz wurde nicht erfasst, nur die eventuellen Einkünfte. 1458 wurde Athanasios das lateinische Kloster S. Maria de Arche in der Diözese Syrakus als Kommende zugewiesen, 1459 wurde im Patirion ein neuer Archimandrit eingesetzt. Am 21. Oktober 1461 folgte die Erhebung zum Bischof von Gerace. 1472 wurde das Bistum Oppido für die Lebenszeit des Chalkeopulos mit Gerace vereinigt. 1483 gelang es ihm, ebenfalls ad vitam, die Exemtion seiner Bistümer vom Metropoliten in Reggio Calabria zu erreichen. Er war weiter als Übersetzer tätig: neben Lukian von Samosata oder Gregor von Nyssa übersetzte er auch griechische Urkunden aus der Normannenzeit. Als Vertrauter Bessarions dürfte er seine Sprachkenntnisse auch anderen Humanisten an der römischen Kurie zur Verfügung gestellt haben.

## Werke
Das Manuskript seines Visitationsberichts über die griechischen Klöster in Kalabrien ist von Kardinal Guglielmo Sirleto an seinen Nachfolger als Protektor der Basilianer, Giulio Antonio Santoro, übergegangen. Seit 1909 wird es in der Bibliothek der Basilianerabtei Santa Maria di Grottaferrata aufbewahrt. Der Bericht ist die wichtigste Quelle für die sozialen und kulturellen Verhältnisse in dieser Krisenzeit des griechischen Mönchtums in Kalabrien.